# Вишекритеријумска оптимизација
Вишекритеријумска оптимизација (ВКО) је тражење најбољег решења из низа допустивих решења у смислу више усвојених критеријума. Вредности критеријумских финкција показују колико је разматрани систем добар (добит, квалитет) или лош (коштање, штете) за дате алтернативе система.Оптимизација је одређивање решења које је најбоље према дефинисаном критеријуму и које задовољава све дата ограничења (оптима форма, најбоље што се може постићи у одређеним приликама).
Једна група ВКО метода решава проблеме са континуалним математичким моделом (енгл. multiobjective optimization), док друга група решава проблеме анализе и рангирања алтернатива (енгл. multicrtiteria decision analysis,  multicrtiteria decision making).
Развијене су следеће методе за вишекритеријумску оптимизацију или одлучивање:
- Одређивање неинфериорних решења
- Лексикографска метода
- Вишеатрибутна корисност
- Циљно програмирање
- Размена сурогат вредности
- ВИКОР метода[2]
- Динамичко компромисно програмирање

## Парето решења
Решење векторског максимума је скуп неинфериорних (Парето оптимална) решења. Не постоји решење боље од неинфериорног по свим керитеријумима.

## Компромисно решење
У задацима са конфликтним критеријумима често не постоји допустиво решење за које све критеријумске функције имају најбоље вредности (Тачка са најбољим вредностима у простору критеријума назива се идеалном). Тада се тражи решење у виду компромиса које је прихватљиво од већине у процесу одлучивања, и које нема тако лоше критеријумске показатеље због којих би опоненти имали изразите разлоге да га не прихвате. У том смислу је развијена ВИКОР метода (ВИшеКритеријумска Оптимизација и КОмпромисно Решење) којом се одређује компромисно решење проблема вишекритеријумске оптимизације које је најближе идеалу и која обезбеђује максималну корисност за већину и минимално незадовољење за опонента.